# 李復言
李復言（りふくげん）は中唐の文士。伝奇小説集『続玄怪録』の著作があり、同集の現伝諸則から、憲宗の元和から宣宗の大中に掛けて（およそ西暦9世紀前半）に在世した人物とされるが不詳。『続玄怪録』中の「張質（ちょうしつ）」の末では作者自身に擬せられる彭城県の知事李生が元和6年（811年）にこの話（張質）を聞いたとあって、また「辛公平上仙（しんこうへいじょうせん）」の末でも文宗の太和初年（820年代末）に李生が同県の知事であった時にこの話（辛公平上仙）を聞いたとあり、「張老（ちょうろう）」の末では太和の初めに塩鉄院を司った（塩鉄使？）李公が「余に命じて」この話（張老）を記録させたとあり、「尼妙寂（にみょうじゃく）」の末尾では、復言は隴西の出で太和4年（830年）に巴南に遊び、そこでこの話（尼妙寂）を聞いたと述べている。
以上から得られる僅かな情報からその正体に就いて以下の3説が唱えられている。まず、徳宗の貞元（785年から805年）から太和に掛けての政治家李諒に比定する説で、これが最も有力視されるが、諒は貞元16年（800年）の進士で太和4年（復言が巴南に遊んだ年）の7月に京兆の尹から桂管経略使に転じた人物といい、この場合、『続玄怪録』は牛僧孺の『玄怪録』に続く意図で編まれたものとされるので、諒が僧孺よりも年長である点に疑点があり、また、『続玄怪録』中に諒の卒後である大中初年（元年は847年）の話もあって更なる検討が求められる。次に、文宗の開成5年（840年）に科挙に応じた人物と見る説がある。北宋の銭易（せんえき）『南部新書（なんぶしんしょ）』に、開成5年の科挙で行巻として『纂異』という「虚妄」に亘る書を提出したところ批判を受けて応挙を諦めた李復言という人物が見えるので、この人物こそが該当しこの時の『纂異』が即ち『続玄怪録』であろうとするものであるが、この場合は上記「張質」の李生を作者と仮定すると、元和6年時点で（恐らく科挙に及第して）県知事であった者がその30年後に再度科挙に応じた事になって直ちには受け容れ難く、そもそも行巻に伝奇小説を呈上しても意味が無いとの批判がある。最後に上記「張老」を録した「余」と見る説で、そこに登場する李公を上記諒に当て、復言をその部下と見るものであるが、これも推測の域を出ず結論としては、いまだ特定には至っていない。